# P/2012 O3 (Макнота)
P/2012 O3 (McNaught) — одна з короткоперіодичних комет сім'ї Юпітера. Відкрита 23 липня 2012 року Робертом Макнотом. На момент відкриття мала зоряну величину 17,9.